# Københavnska mestna hiša
Københavnska mestna hiša (dansko Københavns Rådhus) je sedež mestnega sveta Københavna in tudi župana občine København na Danskem. Stavba stoji na trgu Mestne hiše v središču Københavna.

## Arhitektura
Sedanja stavba je bila slovesno odprta leta 1905. Zasnoval jo je arhitekt Martin Nyrop v slogu nacionalne romantike, vendar po navdihu mestne hiše v Sieni. Prevladuje bogato okrašen sprednji del, pozlačen kip Absalona tik nad balkonom in visok, ozek stolp z uro. Slednji je s 105,6 metri ena najvišjih stavb v na splošno nizkem mestu Københavnu.
Poleg stolpne ure je v Mestni hiši tudi Svetovna ura Jensa Olsena, napredna astronomska ura.

## Zgodovina
Sedanjo mestno hišo je zasnoval arhitekt Martin Nyrop, zasnovo stavbe pa je navdihnila mestna hiša v Sieni v Italiji. Gradnja se je začela leta 1892, dvorana pa je bila odprta 12. septembra 1905.
Preden se je mestna hiša preselila na današnjo lokacijo, je bila v Gammeltorv/Nytorv. Prva mestna hiša je bila v uporabi približno od leta 1479, dokler ni pogorela v velikem kopenhagenskem požaru leta 1728.
Druga mestna hiša je bila zgrajena leta 1728 in sta jo zasnovala J.C. Ernst in J.C. Krieger. Pogorela je v požaru leta 1795.
Leta 1815 so na Nytorv postavili novo mestno hišo, ki jo je zasnoval C. F. Hansen. V njej naj bi bila tako mestna hiša kot sodišče. Danes je še vedno v uporabi kot Sodna palača v Københavnu.
Leta 2007 je Narodna banka Danske izdala spominski kovanec stolpa za 20 DKK.

## V popularni kulturi
Številni bolnišnični prizori, kjer Lili Elbe (Eddie Redmayne) prestaja operacijo v drami iz leta 2015 The Danish Girl, so bili posneti v atriju Københavnske mestne hiše.

## Galerija
- Nekdanja mestna hiša iz leta 1815
- Stolp
- Absalonov relief
- Ura
- Iz dvorišča
- Notranjost
- Pogled iz zraka z okoliškimi stavbami